# Miodrag Nikolić
Miodrag Nikolic, en serbio: Миодрaг Николић, fue un jugador de baloncesto serbio. Nació el 22 de agosto de 1938, en Belgrado, RFS Yugoslavia. Consiguió 3 medallas en competiciones internacionales con Yugoslavia.